# Stefan Pfaffe
Stefan Pfaffe este un membru al grupului de muzică electronică, Kraftwerk. Înainte de a fi un membru oficial, el a lucrat în echipa studio-ului Kling Klang, ca inginer de sunet, și a fost menționat pe DVD-ul Minimum Maximum al trupei.
În noiembrie 2008, Pfaffe a devenit membru oficial în trupă, după plecarea lui Florian Schneider, unul dintre membrii fondatori ai trupei Kraftwerk.